# François de Meyronnes
 (septembre 2017).
Si vous disposez d'ouvrages ou d'articles de référence ou si vous connaissez des sites web de qualité traitant du thème abordé ici, merci de compléter l'article en donnant les références utiles à sa vérifiabilité et en les liant à la section « Notes et références ».
François de Meyronnes (en latin : Franciscus de Mayronis et parfois Franciscus Maro), né en 1285 et mort en 1327, Frère mineur de la province de Provence, philosophe et théologien disciple de Duns Scot, fut ministre provincial de Provence et proche du pape Jean XXII. 

## Biographie
François est né en 1285, à Meyronnes, près de Barcelonnette (vallée de l'Ubaye), dans l'actuel département des Alpes-de-Haute-Provence, dans la famille baronale des Bérard-Meyronnes, ayant des attaches avec Charles Ier d'Anjou, comte de Provence. Il fut admis, assez jeune, au couvent des Frères mineurs de Digne, dans la province franciscaine de Provence. 

### Le disciple de Duns Scot
Ses supérieurs l'envoyèrent étudier au Studium général de Paris, entre 1304 et 1307 où il put suivre les leçons de Jean Duns Scot. Il fut totalement acquis à l'enseignement du Docteur subtil dont il fut l'un des meilleurs disciples, sans pour autant manquer d'originalité dans ses propres positions. Après ce cursus parisien, il commenta les Sentences de Pierre Lombard en divers couvents de l'Ordre, en France et probablement en Italie. En 1323, il revint à Paris pour compléter ses études et devint maître en théologie, avec la protection du pape Jean XXII et du roi Robert de Naples.

### Ses joutes oratoires avec le futur Clément VI
Il prend part à diverses controverses théologiques avec Pierre Roger (le futur pape Clément VI), et avec le maître séculier Henri de Gand (l'adversaire habituel de Jean Duns Scot). 
Durant son séjour à Paris, il put assister en 1323 dans son agonie Elzéar de Sabran, tombé malade à Paris alors que celui-ci était venu négocier le mariage du fils du roi de Naples avec la fille de Philippe de Valois. Il prononça plus tard son éloge funèbre.

### Le provincial de Provence
En 1324, il est élu ministre provincial de Provence et réside habituellement près de la cour d'Avignon. Là il exerce le ministère de la prédication. Il est souvent consulté par le pape Jean XXII, en particulier sur les questions qui opposent le Pape aux Frères mineurs, sur la pauvreté et sur le pouvoir papal. Il intervient dans le procès contre Guillaume d'Occam. Il tient une position modérée et plutôt conciliatrice, car il est tiraillé entre son amitié et sa fidélité pour Robert d'Anjou, protecteur des Spirituels, et sa fidélité au Pape. Il avait soutenu dans un Quodlibet la primauté du pouvoir pontifical au-dessus de celui des rois et de l'empereur. Jean XXII lui confie diverses missions délicates comme une  ambassade en Gascogne.

### Sa mort en Italie
François de Meyronnes mourut à Plaisance, entre 1326 et 1328 et fut inhumé dans l'église des franciscains de cette ville.

## Œuvre
Son œuvre serait abondante et variée, couvrant la philosophie, la théologie, le droit, la spiritualité, la prédication et même l'économie. François de Meyronnes a été désigné comme Doctor illuminatus (« Docteur éclairé ») ou comme Doctor acutus (« Docteur pointu », « affûté ») ou encore comme Maître de l'abstraction. Ces épithètes sont pleinement justifiées. Outre ses commentaires sur les Livres des Sentences, il composa des Quodlibets, des Questions disputées (sur l'Immaculée Conception, sur la pauvreté religieuse...), des Questions sur le Pater noster, Traité sur les huit béatitudes, des Questions sur des problèmes politiques (souveraineté du Pape), des traités de morale, des commentaires sur diverses œuvres de saint Augustin, du Pseudo-Denys, des Postilles sur divers livres de l'Écriture, en particulier sur la Genèse, sur l'Apocalypse, des Explications sur le Symbole des Apôtres, un Commentaire sur la Passion de Jésus-Christ, un Traité sur la vie contemplative, un Traité sur les Indulgences. 
Il a écrit aussi plusieurs commentaires sur les traités d'Aristote. Enfin on conserve de lui un grand nombre de sermons (authentiques ou attribués) : sur le temporal, sur les saints, spécialement sur saint François d'Assise (plus trois sermons sur la stigmatisation de François), sur les vertus théologales, sur le Saint-Esprit, sur l'Assomption de Marie, etc.